# Елентон (Џорџија)
Елентон (Џорџија) (енгл. Ellenton) град је у америчкој савезној држави Џорџија. По попису становништва из 2010. у њему је живело 281 становника.

## Демографија
Према попису становништва из 2010. у граду је живело 281 становника, што је 55 (16,4%) становника мање него 2000. године.
| Група             | 2000.       | 2010.       |
| Белци             | 227 (67,6%) | 182 (64,8%) |
| Афроамериканци    | 45 (13,4%)  | 41 (14,6%)  |
| Азијати           | 7 (2,1%)    | 2 (0,7%)    |
| Хиспаноамериканци | 63 (18,8%)  | 55 (19,6%)  |
| Укупно            | 336         | 281         |